# Вила Верде
Вила Верде (итал. Villa Verde) је насеље у Италији у округу Ористано, региону Сардинија.
Према процени из 2011. у насељу је живело 335 становника. Насеље се налази на надморској висини од 203 м.

## Становништво
| 1931. | 1936. | 1951. | 1961. | 1971. | 1981. | 1991. | 2001. | 2011. |
| ----- | ----- | ----- | ----- | ----- | ----- | ----- | ----- | ----- |
| 625   | 634   | 709   | 712   | 636   | 527   | 459   | 395   | 335   |